# Eiffage
Eiffage S.A. is een Frans civieltechnisch bouwbedrijf uit Asnières-sur-Seine nabij Parijs. In 2010 was het bedrijf het op twee na grootste van Frankrijk, en het op vier na grootste in Europa.

## Geschiedenis
Eiffage is gevormd in 1992 door de fusie van een aantal al lang bestaande bedrijven, te weten met jaar van oprichting: Fougerolle (1844), Quillery (1863), Beugnet (1871), en La Societe Auxiliaire d' Enterprises Electriques et de Travaux Public, beter bekend als SAE (1924).

## Grote projecten
Het bedrijf is betrokken geweest bij grote recente projecten zoals de Kanaaltunnel (voltooid in 1994), de Metro van Kopenhagen (voltooid in 2002), het Viaduct van Millau (voltooid in 2004) en de hogesnelheidslijn van het Franse Perpignan naar het Spaanse Figueres (voltooid in 2009) en de bouw van het stadion van de club Lille OSC uit Rijsel, het Stade Pierre-Mauroy (voltooid in 2012). 
Daarnaast is het bedrijf ook betrokken bij de aanleg van High Speed 2 (HS2), een hogesnelheidslijn in het Verenigd Koninkrijk van Londen naar Leeds en Manchester.
AB Inbev ·
ADP ·
Adyen ·
Ahold Delhaize ·
AIB ·
Air Liquide ·
Airbus ·
Aker BP ·
AkzoNobel ·
Alstom ·
ArcelorMittal ·
Argenx ·
ASMI ·
ASML ·
AXA ·
Bank of Ireland ·
BioMérieux ·
BNP Paribas ·
Bouygues ·
Bureau Veritas ·
Campari ·
Capgemini ·
Carrefour ·
Crédit Agricole ·
D'Ieteren ·
Danone ·
Dassault Systèmes ·
DNB ·
DSM-Firmenich ·
Edenred ·
EDP ·
Eiffage ·
Enel ·
ENGIE ·
Eni ·
Equinor ·
EssilorLuxottica ·
Eurofins Scientific ·
Ferrari ·
Galp Energia ·
GBL ·
Generali ·
Heineken ·
ING ·
Intesa Sanpaolo ·
INWIT ·
Ipsen ·
J. Martins ·
KBC ·
Kering ·
Kerry ·
Kingspan ·
KPN ·
Legrand ·
Mediobanca ·
Michelin ·
Moncler ·
Mowi ·
NN Group ·
Norsk Hydro ·
Orange ·
Pernod Ricard ·
Philips ·
Pluxee ·
Poste Italiane ·
Prosus ·
Prysmian ·
Publicis ·
Randstad ·
Recordati ·
Renault ·
Ryanair ·
Safran ·
Saint-Gobain ·
Sanofi ·
Schneider Electric ·
Shell ·
Smurfit Kappa ·
Snam ·
Société Générale ·
Sodexo ·
Solvay ·
Stellantis ·
STMicroelectronics ·
Syensqo ·
Telenor ·
Teleperformance ·
Tenaris ·
Terna ·
Thales ·
TotalEnergies ·
UCB ·
UMG ·
UniCredit ·
Veolia Environnement ·
VINCI ·
Vivendi ·
Wolters Kluwer ·
Worldline ·
Yara